# جيوفانا نيغرو
جيوفانا نيغرو (سان بونيفاسيو، 18 أغسطس 1976) سياسية من البندقية من فينيتو بإيطاليا.
كانت نيغرو عضوة في جبهة الشمال، وشغلت ثلاث مرات منصب عمدة ألتيفولي وعضواً في مجلس النواب من 2008 إلى 2013، عندما لم يتم إعادة انتخابها.
في مارس 2015 اتبعت نيغرو معلمها فلافيو توسي خارج الحزب وفي الانتخابات الإقليمية التالية تم انتخابها في المجلس الإقليمي في فينيتو، وهي قائمة مرتبطة بقائمة توسي لفينيتو في مقاطعة فيرونا. في عام 2019 انضمت مجددًا إلى جبهة الشمال لكن لم تتم إعادة انتخابها في عام 2020.